# Slalomboard

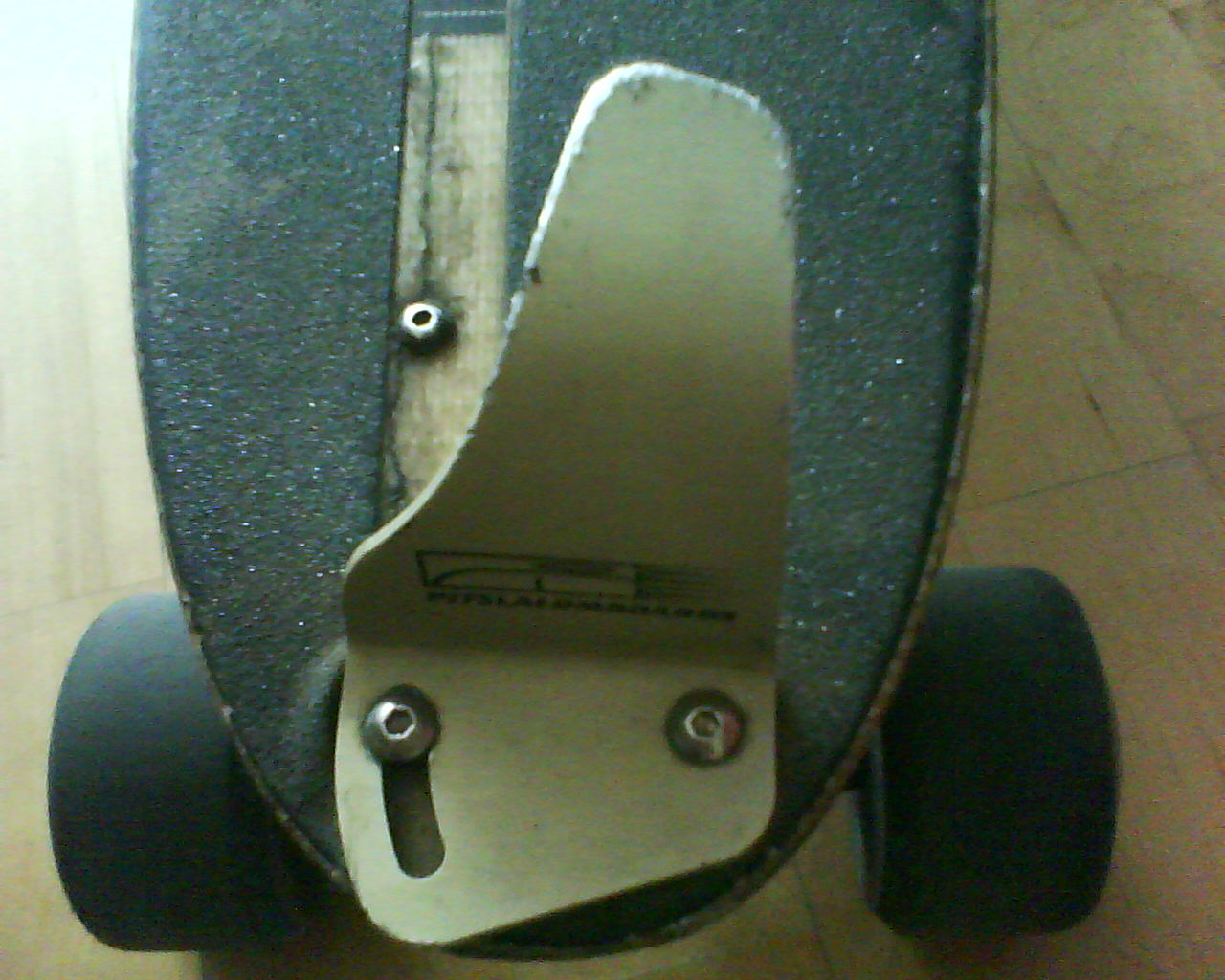
Slalomboard mit Skyhook

Das Slalomboard ist ein 60 bis 90 cm langes Skateboard mit etwas größeren und auch oft weicheren Rädern (Rollen).

## Allgemein
Das Fortbewegen mit einem Slalombrett wird Slalomboarden, Slalombrettfahren oder auch Slalom-Skaten genannt. Mit einem Slalomboard erreicht man dank der größeren Rollen und des federnden Boards mit wenig Kraftaufwand weitaus höhere Geschwindigkeiten als mit einem Freestyle-Skateboard. Slalom-Bretter erlauben, durch Druck in der Kurve oder auf der geraden Straße mit kleinen Bogen (pumpen) das Tempo zu steigern. Geübte Fahrer erreichen auf diese Weise mit einem Slalomboard auf ebener Strecke 25–30 km/h und können sogar leichte Steigungen überwinden, ohne sich mit den Füßen am Boden abzustoßen.
Will man mit dem Slalomboard verschiedene Tricks ausüben, benötigt man sogenannte Skyhooks, da nicht wie beim Streetskateboard Kicknose und Kicktail vorhanden sind. Skyhooks sind Bügel, unter die man die Füße schiebt, dadurch bekommt man Halt am Brett. Sie werden über der vorderen Achse und über der hinteren Achse befestigt. So kann man mit dem ansonsten eher schweren Board erstaunliche Tricks vollziehen und es eröffnen sich mehr Möglichkeiten, das Slalomboard zu benutzen.

## Typologie
Häufig sind Slalomboards nach oben gewölbt (konvex). So sind die Enden des Brettes tiefer als der mittlere Teil.
Raceförmige Slalombretter verfügen meist über eine Vorspannung. Das heißt, das Brett ist flexibel und verfügt neben dem Holzkern über einen Glasfaserkern. Solche Bretter erlauben es auch zu pushen, man kann jedoch nicht so engen Slalom damit fahren wie mit den Tight-Slalom-Brettern.
Tight-slalomförmige Slalombretter sind eher kürzer als die Racebretter. Sie sind steif und verfügen über einen kürzeren Radstand. Die Steifheit verringert tendenziell einen Wheelbite  (Die Rollen berühren das Brett und blockieren). Sie hilft auch, dass die Energie beim Pushen nicht zu stark im Flex (Durchbiegen des Brettes) verloren geht. Durch den kürzeren Radstand sind die Achsen weniger weit voneinander entfernt. Dies ermöglicht es, engere Kurven zu fahren.

## Geschichte
Das eigentliche (flexible) Slalomboard wurde Anfang der 90er Jahre in der Schweiz entwickelt. Die gut ausgebaute Straßeninfrastruktur erlaubte es, dass das neue Board in der Stadt auch über längere Strecken problemlos als Fortbewegungsmittel eingesetzt werden konnte. Das Slalomboard erlebte Mitte der 90er Jahre in den Schweizer Großstädten einen regelrechten Boom. Die Boards wurden von verschiedenen lokalen Herstellern in Kleinserien hergestellt und waren zum größten Teil Swiss-Made.

## Verarbeitung
Das Slalombrett wird auf eine Form gespannt (eine Art Schablone). Auf der Form werden die Hölzer stehend oder liegend verleimt. Beim liegenden Verleimen werden feine Schichten von Hölzern übereinandergelegt. Beim stehenden Verleimen werden die Hölzer nebeneinander geleimt. Verwendet werden oft mehrere Schichten elastischen Holzes z. B. Eschenholz. Zum Stabilisieren des Brettes verwendet man oft eine Deckschicht aus Kunstharz, das mit Glas-, seltener auch mit Kohlenstofffasern verstärkt ist. Wenn dieser Vorgang abgeschlossen ist, wird noch Griptape aufgeklebt und Achsen durch die vier Löcher vorne und hinten angeschraubt. Die Räder haben normalerweise einen Durchmesser von 55–70 mm und sind damit wesentlich größer als bei den Street-Skateboards. Dadurch sind sie deutlich laufruhiger und eignen sich, um sowohl Slalom zu fahren als auch zu pushen.

## Wettbewerbe
Für Slalomskater gibt es Wettbewerbe. Beim Parallelslalom starten nach der Qualifikation jeweils zwei Fahrer gleichzeitig. Es geht darum, möglichst schnell, einen mit Verkehrskegeln abgesteckten Slalomkurs zu überwinden. 
In der Qualifikation wird die Zeit gemessen und die Startaufstellung bestimmt. Danach wird nach einem Cupverfahren der Sieger ermittelt. Beim Riesenslalom startet jeweils nur ein Fahrer. Auch sehr bekannt ist das Bordercrossrennen. Es hat Steilwandkurven, Wellen und einen Kamelbuckel. Diese Rennen sind sehr anspruchsvoll und gefährlich.
Bekannte große Slalomwettbewerbe:
- Slalom Skateboard World Cup
- European Championship
- US-Championship